# Пріап

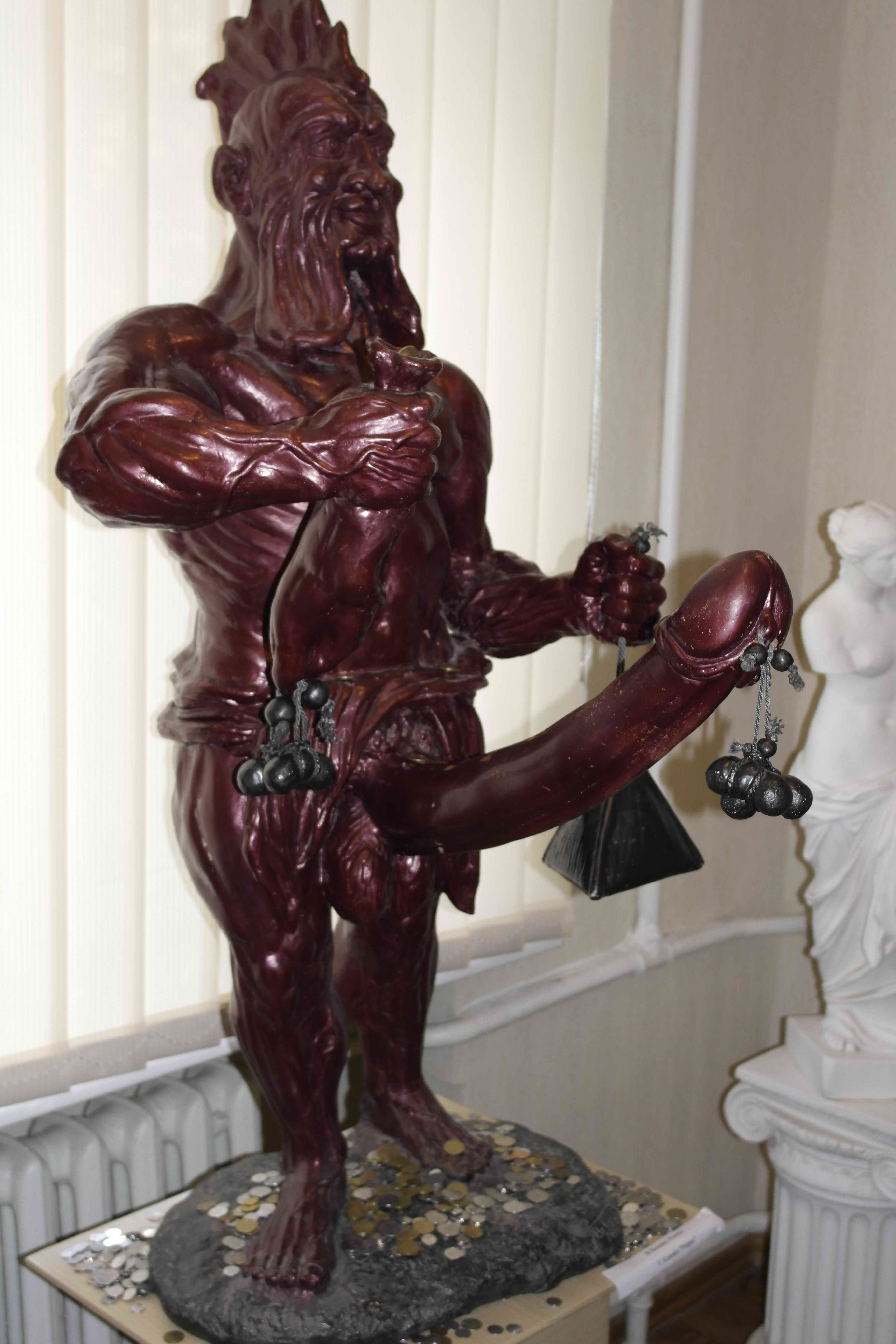
Статуя з Пріапом, Музей сексуальних культур, Харків

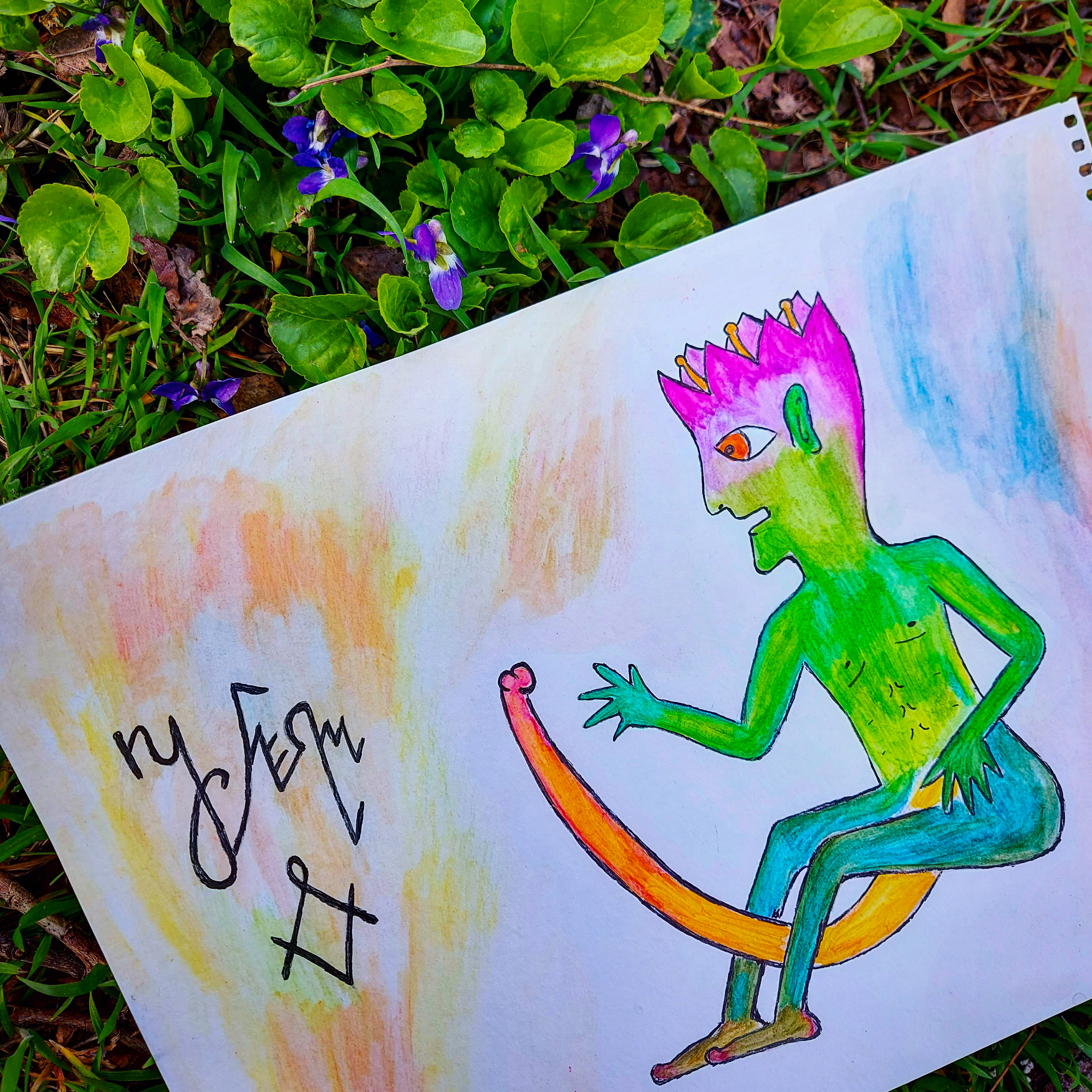
Зображення Пріапа створене Олесем Барлігом для його магічних формул

Пріа́п (грец. Πρίαπος, Priapos) — античне божество, син Діоніса (варіанти: Зевса, Адоніса, Гермеса) й Афродіти (варіант: Хіони). Покровитель родючості, худоби, фруктів і чоловічих статевих органів. Традиційно зображався з величезним пенісом.
Переносно Пріап — любострастя, «пріапічний» — хтивий.

## Міф та культ
Афродіта, будучи дружиною Гефеста, зрадила йому з Аресом, за що Гера покарала її. Син Афродіти Пріап народився з величезним пенісом, який не можна було приховати. Це мало всім нагадувати про розпусту його матері. За іншою версією, Афродіта, вагітна від Діоніса, зляглася з Адонісом, унаслідок чого Пріап народився з двома фалосами.
У міфах про Гестію згадується як Пріап намагався її зґвалтувати, але навіть віслюк (що був символом хтивості) не дозволив образити богиню, закричавши і скликавши всіх богів на допомогу.
Спочатку був місцевим малоазійським божеством, оскільки за переказом, народився у Лампсаку на Геллеспонті. У післягомерівську добу культ Пріапа поширився по всій Елладі й Італії. Орфіки пов'язували його з містичним Діонісом, Гермесом, Сонцем тощо.
Зображували Пріапа бородатим чоловіком з великим фалосом (як уособлення плодючості), часто у вигляді старого з фалоподібною головою, з овочами на одязі та з кошиком у руках.

## Вплив образу
Ім'я цього бога дало назву медичному стану — пріапізму. Він полягає в тривалій та болючій ерекції статевого члена, що не супроводжується статевим збудженням та статевим потягом. Також на його честь отримала свою назву група морських безхребетних тварин пріапуліди — за схожість їхнього тіла з ерегованим статевим членом.